# Prix Savonia
Le prix Savonia (finnois : Savonia-kirjallisuuspalkinto) est un prix littéraire finlandais financé par la ville de Kuopio en Finlande. 

## Description
Il est décerné le 2 janvier de chaque année pour récompenser un ouvrage de littérature de Savonie paru durant l'année précédente.
Son montant est de 10 000 euros.

## Lauréats
| Année | Lauréats            | Œuvres                                              | Autres candidats |
| ----- | ------------------- | --------------------------------------------------- | --- |
| 1986  | Elina Karjalainen   | Tärisevä enkeli ja muita juttuja                    | |
| 1987  | Eino Säisä          | Afrikan tähti                                       | |
| 1988  | Matti Rossi         | Teko                                                | |
| 1989  | Jukka Parkkinen     | Osakkeet nousussa Osku ja Voittoa kotiin Osku       | |
| 1990  | Lassi Nummi         | Requiem                                             | |
| 1993  | Kari Hotakainen     | Buster Keaton, elämä ja teot                        | |
| 1995  | Pirjo Hassinen      | Ennustaja                                           | |
| 1997  | Inka Nousiainen     | Kiinalaiset kengät                                  | |
| 1998  | Sari Mikkonen       | Pakkasyön odottaja                                  | |
| 1999  | Sirpa Kähkönen      | Mustat morsiamet                                    | |
| 2000  | Eira Mollberg       | Vakuuslapset                                        | |
| 2001  | Pekka Kejonen       | Kevätpäiväntasaus                                   | |
| 2002  | Aila Meriluoto      | Mekko meni taululle                                 | |
| 2003  | Asko Sahlberg       | Höyhen                                              | |
| 2004  | Jorma Ranivaara     | Upseerin parempi elämä                              | |
| 2005  | Ilpo Tiihonen       | Largo                                               | |
| 2006  | Markku Pääskynen    | Tämän maailman tärkeimmät asiat                     | |
| 2007  | Marja-Leena Tiainen | Alex ja pelon aika                                  | |
| 2008  | Markku Turunen      | Löytötavaraa                                        | |
| 2009  | Anna Krogerus       | Kuin ensimmäistä päivää                             | |
| 2010  | Jukka Itkonen       | Laululinnun saarella                                | |
| 2011  | Esko-Pekka Tiitinen | Kiven sylissä                                       | |
| 2012  | Marko Kilpi         | Elävien kirjoihin                                   | |
| 2013  | Pirjo Hassinen      | Popula                                              | |
| 2014  | Antti Heikkinen     | Pihkatappi                                          | Inka Nousiainen: Kirkkaat päivät ja ilta Asko Sahlberg : Herodes Marja-Leena Tiainen : Khao Lakin sydämet Sinikka Tirkkonen : Pimeän halki, valon halki Jouni Tossavainen : Kesäpäivä |
| 2015  | Jouni Tossavainen   | Hannes Kolehmainen – New Yorkin lentävä suomalainen | Pirjo Hassinen : Sauna Paradis Antti Holma : Järjestäjä Pasi Lampela : Kirottujen ilot Asko Sahlberg : Yö nielee päivät Helena Waris : Vuori                                          |